# Chrysoritis dicksoni
Chrysoritis dicksoni је врста лептира из породице плаваца (лат. Lycaenidae).

## Распрострањење
Јужноафричка Република је једино познато природно станиште врсте.

## Станиште
Врста Chrysoritis dicksoni има станиште на копну.

## Угроженост
Ова врста се сматра угроженом.